# یحیی رحیمی (مارکسیست)
یحیی رحیمی(۱۳۶۰–۱۳۱۸)، معلم مارکسیست و عضو سازمان چریکهای فدایی خلق ایران بود که در سال ۱۳۶۰ در زندان اوین اعدام شد. وی به سبب اعتصاب غذای طولانی اش در سال ۱۳۵۷ به همراه عباس سماکار شناخته شده‌است.

## زندگی
یحیی رحیمی در سال ۱۳۱۸ در کرمانشاه متولد شد. وی در سال ۵۰ در رابطه با ارتباطش با سازمان چریکهای فدایی خلق ایران دستگیر و در زندان اوین زیر شکنجه‌های ساواک قرار گرفت. وی پس از مدتی آزاد و بار دیگر در سال ۵۲ دستگیرشده و مدت ۲ سال را در سلولهای انفرادی گذراند. مقاومت وی در کمیته مشترک ضد خرابکاری ساواک و تحمل قریب به ۳ ماه «جیره شلاق» –هر بار ۵۰ ضربه– در میان زندانیان سیاسی زبانزد است.

## خاطرات
عباس سماکار در کتاب «من یک شورشی هستم» وی را اینگونه توصیف می‌کند:
«او واقعاً انسان مقاومی بود و وقتی از پرونده اش و کتک خوردنش تعریف می‌کرد، می‌دیدم که آرزوی من است که شجاعت او را می‌داشتم و مانند او انسان قاطعی بودم.»

سماکار می‌نویسد: 
«یحیی هوادار مشی چریکی و پیرو خط مسعود احمدزاده بود و با شدت تمام از مشی چریکی دفاع می‌کرد و حاضر بود برای آن بسختی بجنگد.»
از دیگر خاطرات نقل شده از وی دفاع وی از دو زندانی سیاسی که ناراحتی روانی داشتند – یکی دانشجوی دارو سازی و دیگری معلم – در مقابل پلیس در سال ۱۳۵۵ است. وی در اجرای مراسم اول ماه مه و گرامیداشت روز [سیاهکل] در زندان نقش فعالی داشت.

## اعتصاب غذا
وی در سال ۱۳۵۷ به همراه عباس سماکار در زندان دیزل آباد کرمانشاه دست به اعتصاب غذایی طولانی مدت زدند. آن‌ها پس از ۸۰ روز اعتصاب غذای تر، مدت ۶ روز نیز به اعتصاب غذای خشک دست زدند و دو بار رگ دستهایشان را زدند و سر انجام به خواسته‌هایشان ازجمله انتقال به زندان تهران دست یافتند.

## اعدام
وی در سال ۱۳۵۷ در انقلاب بهمن از زندان آزاد شد. پس از انقلاب نیز به فعالیت‌هایش با سازمان چریک‌های فدایی خلق ایران ادامه داد. پس از مدتی در خرداد سال ۶۰ دستگیر و ۲۱ تیر ۱۳۶۰ در زندان اوین تیرباران شد.